# Lucas Villafáñez
Lucas Martín Villafáñez (* 4. Oktober 1991 in Comodoro Rivadavia, Argentinien) ist ein argentinischer Fußballspieler griechischer Abstammung.

## Vereinskarriere
Villafáñez begann seine Profikarriere beim damaligen argentinischen Zweitligisten CAI Comodoro Rivadavia. Nachdem er bereits in der Saison 2010/11 an CA Independiente ausgeliehen war, wechselte er 2011 fest dorthin. Für den argentinischen Topklub bestritt er allerdings in fünf Jahren nur 23 Spiele und wurde mehrfach verliehen, unter anderem zum griechischen Verein Panetolikos.
2016 wechselte Villafáñez, der selbst griechische Wurzeln hat, zu Panathinaikos Athen, wo er sich als Stammspieler etablierte. Nach zwei Jahren bei den Monarcas Morelia in Mexiko und Alanyaspor in der Türkei kehrte Villafáñez im Sommer 2020 ablösefrei zu Panathinaikos zurück und unterschrieb dort einen Vertrag bis 2022. Dort stand er während der ersten sechs Spieltage der Saison 2020/21 nicht im Kader, wurde aber beim 2:0-Auswärtssieg über PAS Lamia erstmals eingewechselt.

## Nationalmannschaft
Mit der U-20-Nationalmannschaft Argentiniens nahm Villafáñez an der Weltmeisterschaft 2011 in Kolumbien teil und erreichte dort das Viertelfinale.

## Auszeichnungen
- Torschützenkönig des türkischen Pokals: 2019 (gemeinsam mit Batuhan Altıntaş)